# Nijhoffia longicaudata
Nijhoffia longicaudata är en rundmaskart som beskrevs av Allgen 1935. Nijhoffia longicaudata ingår i släktet Nijhoffia och familjen Linhomoeidae. Arten är reproducerande i Sverige. Inga underarter finns listade i Catalogue of Life.